# デヴィッド・エリス
デヴィッド・リチャード・エリス（David Richard Ellis, 1952年9月8日 - 2013年1月7日）は、アメリカ合衆国カリフォルニア州サンタモニカ出身の映画監督。

## 経歴
映画界における経歴は、脇役の少年を演じることから始まる。デビューは1975年のカート・ラッセル主演作『世界最強の男』だった。1976年にジャン＝マイケル・ヴィンセント主演作『Baby Blue Marine』に出演してからはスタントマンとして活躍し、1981年からはスタント・コーディネーターとして活躍する。5年後の1986年からはADや助監督として、『マトリックス・レボリューションズ』や『ハリー・ポッターと賢者の石』といった映画のアクションシーン製作に関わるようになった。
1996年には監督としてデビューし、ファミリー向け映画『奇跡の旅2/サンフランシスコの大冒険』を発表した。次の作品『デッドコースター』は自身の監督代表作として商業的成功を収め、『ファイナル・デスティネーション』シリーズのシリーズ化を決定づけた。
次の作品であるスリラー映画『セルラー』はまずまずの成功に終わったが、エリスは原因を『バイオハザードII アポカリプス』とのマーケティング競争の失敗にあるとした。
2006年に発表したパニック映画『スネーク・フライト』は、インターネット上で大きな話題を呼んだ。
2013年1月7日、映画『カイト/KITE』の撮影準備で訪れていた南アフリカ共和国のヨハネスブルグで急死。

## 監督作品
- 奇跡の旅2/サンフランシスコの大冒険 Homeward Bound II: Lost in San Francisco （1996年）
- デッドコースター Final Destination 2 （2003年）
- セルラー Cellular （2004年）
- スネーク・フライト Snakes on a Plane （2006年）
- アサイラム 狂気の密室病棟（英語版） Asylum （2007年）
- ファイナル・デッドサーキット 3D The Final Destination （2009年）
- シャーク・ナイト Shark Night 3D （2011年）